# Фуй (река)
Фуй (исп. Río Fuy) — река в коммуне Пангипульи провинции Вальдивия XIV области Лос-Риос на юге Чили. Вытекает из озера Пириуэйко неподалёку от деревни Пуэрто-Фуй. Сливаясь с рекой Нельтуме, даёт начало реке Льянкиуэ.
На юге протекает вблизи вулкана Чосуэнко, на склонах которого находится исток притока реки Фуй — Труфуль. Ниже находится водопад Уило-Уило.
Известна среди любителей гребли на каяках и рафтинга.